# فيلا لاروش

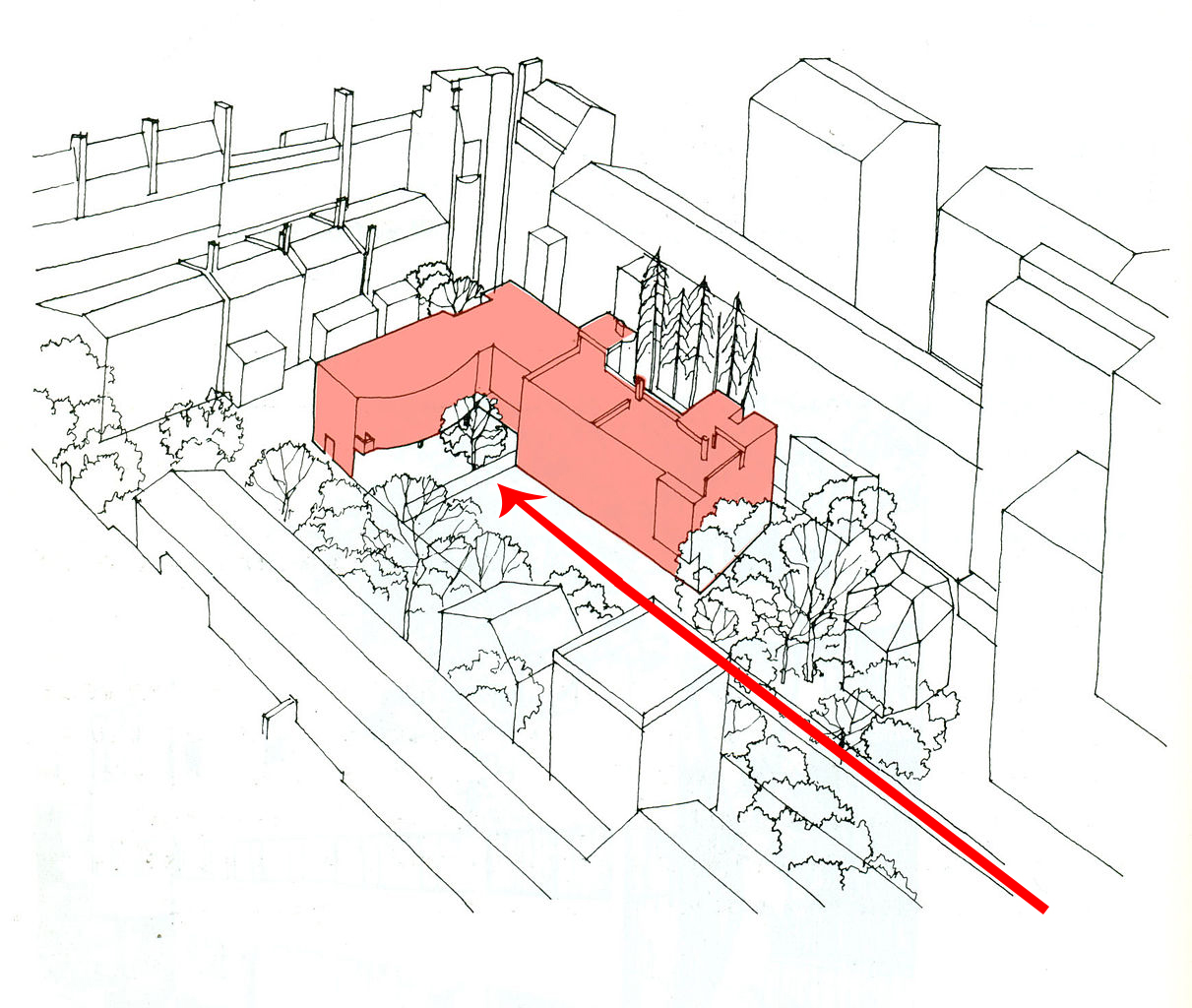
موقع الفيلا في ساحة دوكتور بلانش، باريس.

فيلا لاروش (بالفرنسية: Villa La Roche أو Maison La Roche) هو منزل يقع في باريس، صممه المعمار لو كوربوزييه وابن عمه بيير جانيريه بين عاميّ 1923 و 1925. وقد تم تصميمه لراؤول لاروش، أحد المصرفيين السويسريين وجامعيّ لوحات الفن الطليعي (Avant-garde)، والذي كلّف لو كوربوزييه ببناء فيلا تضم مقتنياته من هذا الفن. وتُعتبر فيلا لاروش اليوم، مقرا لمؤسسة لو كوربوزييه.

## التصميم
يُعتبر منزل لاروش-جانيريت، مبنى مزدوج لبيتين متصلان بشكل جزئي. وقد قام لوكوربوزييه في عام 1928 بتصميم أثاث البيت بالتعاون مع المصمم بيرياند. وقد كانت الفيلا ثمرة تعاونهم الأول. وقد استخدم لو كوربوزييه نمطا نحتيا تركيبيا في تصميم المنزل، حيث انعكس في هذا النمط التقسيمات المختلفة للغرف في تشكيل نحتي تركيبي يظهر فيه المبنى كمجموعة من الحجوم المتجاورة أو المتراكبة.

## متحف

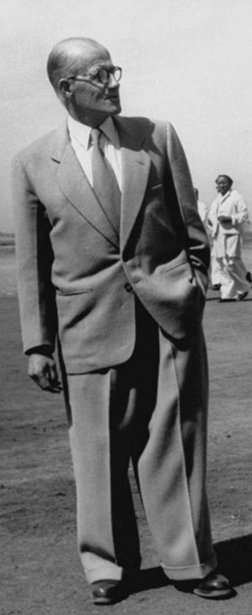
بيير جينيريت، لو كوربوزييه وراؤول لاروش

أصبحت فيلا لاروش اليوم متحفا يحتوي على 8,000 لوحة أصلية، ودراسات ومخططات خاصة بلوكوربوزييه (بالتعاون مع بيير جانيريه) من عام 1922-1940، وحوالي 450 لوحة خاصة به، و200 عمل ورقي، ومجموعة لا بأس بها من الأرشيف المكتوب والمصور. وتُعتبر هذه المجموعة حقاأكبر مجموعة عالمية للوحات لو كوربوزييه، ودراساته، ومخططاته.

## وصلات خارجية
- فيلا لا روش - لو كوربوزييه
- فيلا لا روش من الداخل
- تحليل تصميم فيلا لا روش